# Поліетери
Поліете́ри (англ. polyethers) — полімери спільної формули HO(–R–O–)nH.
Мають відмінні хімічні властивості між аліфатичними й ароматичними представниками. Аліфатичні поліетери, на відміну від ароматичних, порівняно легко зазнають кислотного гідролізу, окиснюються, хоча стійкі до лугів. Стійкі до нагрівання, ароматичні навіть вище від 300 °C.